# Evelyn Faltis
Evelyn Faltis, née le 20 février 1887 et morte le 13 mai 1937,  est une compositrice bohème.

## Biographie
Evelyn Faltis nait le 20 février 1887 à Trautenau, en Bohême, deuxième des trois filles de Carl Johann et Maria Anna Cecilia Magdalena Faltis (née Wiesenburg). Sa famille fait partie de la bourgeoisie viennoise.
Elle commence ses études musicales au couvent de l'Assomption à Paris et étudie ensuite à l'Académie de musique de Vienne avec Robert Fuchs et Eusebius Mandyczewski. Elle étudie également  au Conservatoire de Dresde avec Felix Draeseke et Eduard Reuss (en), où elle remporte un prix pour sa Phantastische Sinfonie  (op.2 a ), et à Munich avec Sophie Menter,.
Après avoir terminé ses études, elle déménage à Berlin, mais s'installe à Vienne en 1933. Elle devient la première femme répétitrice à Bayreuth et travaille comme accompagnatrice au Stadttheater am Ring de Nuremberg et au Théâtre de Darmstadt, et après 1924 à l'Opéra allemand de Berlin. 
Elle est meurt le 13 mai 1937 à Vienne d'une pneumonie.

## Œuvres
Faltis a composé pour orchestre, ensemble de chambre, instruments et chœur.
- Sonate en Si mineur pour piano (sans opus, vers 1909)
- Trio pour piano en ré mineur, op. 1
- Symphonie fantastique pour orchestre, op. 2a
- Hamlet, poème symphonique, op. 2b
- Concerto pour piano, op. 3
- Trio pour piano en sol mineur, op. 4
- Andante and Slavic Dance, op5. (l'op. 5 est compté deux fois)
- Adagio pour violon et piano, op. 5 (l'op. 5 compté deux fois)
- Sonate en ré mineur pour violon et Piano, op. 6
- Trois chansons pour voix et piano, op. 7 (1921)
  - 1. Träume (rêve) - 2. Litanei (litanie) - 3. Nepomuk
- Sept chansons pour voix et piano, op. 8 (1921)
  - 1. Volksweise (chanson populaire) - 2. Golka - 3. Rosentage (Jour des roses) - 4. Lied der Tänzerin (Chanson du danseur) - 5. Liebeslied (Chanson d'amour) - 6. Vigilie (Vigile) - 7. Nebel (Brouillard)
- Anrufung: Welche Wege soll ich schreiten pour chœur mixte à huit parties a cappella, Texte : Hans Ossenbach, op. 9 (publ. 1929)
- Six chansons pour voix et piano, op. 10 (publ. 1921)
  - 1. Warum (Pourquoi) - 2. Komm heim (Vient à la maison) - 3. Hymne (Hymne) - 4. Libussa - 5. Die Ratlose (Le déconcerté) - 6. An den Mond (Vers la lune)
- Deux chants sacrés, op. 11
- Fantasie et double Fugue avec "Dies Irae" pour orgue, op. 12 (publ. 1922)
- Six chansons tziganes, op. 13 (publ. 1921)
  - 1. Auftrag - 2. Die Verliebten - 3. Abschied - 4. Kolednika - 5. Bräutchens Garten - 6. Die Verlassene
- Quatuor à cordes, op. 13a
- Messe avec orgue, op. 13b
- Deux chansons pour voix et piano, op. 14 (publ. 1931)
  - 1. Traum (Rêve) - 2. Der Kirschbaum (Le cerisier)
- Quatuor à cordes, op. 15
- Lieder fernen Gedenkens pour voix et piano, op. post. (publ. 1939)
  - 1. Unklarheit - 2. Zeig mir dein wahres Bild - 3. Sprich - 4. Heimkehr